# Zapolce (Litwa)
Zapolce (lit. Užulaukis) – wieś na Litwie, w okręgu wileńskim, w rejonie wileńskim, w gminie Suderwa.

## Historia
W dwudziestoleciu międzywojennym osada leżąca w Polsce, w województwie wileńskim, w powiecie wileńsko-trockim, w gminie Rzesza. W 1931 miejscowość liczyła 30 mieszkańców, zamieszkałych w 4 budynkach.
Po II wojnie światowej w granicach Związku Sowieckiego. Od 1991 na niepodległej Litwie.